# 天主教匹茲堡教區
天主教匹茲堡教區（拉丁語：Dioecesis Pittsburgensis）是美國一個羅馬天主教教區，屬費城總教區。成立於1843年8月11日。
範圍包括賓夕法尼亞州西南部六縣，教座位於匹茲堡。2004年有教友815,719人（佔轄區總人口41.5%）、215個堂區、560名司鐸。現任教區主教達味·祖比克。